# 천덕초등학교
천덕초등학교는 대한민국 충청북도 영동군 매곡면 옥전공수로 627 (공수리)에 있었던 공립 초등학교이다.

## 연혁
- 1940.03.31 매곡공립심상소학교 부설 공수간이학교로 인가
- 1944.03.31 설립인가
- 1944.05.01 천덕공립국민학교 개교(1,2학년 입학생 85명)
- 1996.03.01 천덕초등학교로 개칭
- 1999.02.12 제51회 졸업식(졸업생 누계 2,085명)
- 1999.03.01 폐교